# Robin Armstrong
Robin Armstrong (ur. 16 sierpnia 1953 w Hawera) – nowozelandzki narciarz alpejski, olimpijczyk. Na zimowych igrzyskach olimpijskich w Innsbrucku wystartował w slalomie, zjeździe i slalomie gigancie, żadnej z tych konkurencji nie ukończył.